# شهرستان اجفیلد (کارولینای جنوبی)
شهرستان اجفیلد، کارولینای جنوبی (به انگلیسی: Edgefield County, South Carolina) یک سکونتگاه مسکونی در ایالات متحده آمریکا است که در کارولینای جنوبی واقع شده‌است.

## خصوصیات
شهرستان اجفیلد ۱٬۳۱۳٫۱۳ کیلومترمربع مساحت دارد.